# Беккер, Балтазар
Балтазар Беккер (нидерл. Balthasar Bekker; 20 марта 1634[…], Mitselwier, Республика Соединённых провинций — 11 июня 1698, Амстердам, Республика Соединённых провинций) — голландский проповедник, автор философских и богословских работ. Противодействуя суевериям, он был ключевой фигурой в конце преследований колдовства в Европе раннего Нового времени. Его самая известная работа — «Заколдованный мир» (1691, 1695), где он подверг критике суеверия, к которым он относил и ведовские процессы.

## Жизнь
Беккер родился в городке Метславир (Metslawier, округ Dongeradeel), был сыном немецкого пастора родом из Билефельда. Получил образование в Гронингене, у Якоба Альтинга, и во Франекере. Став ректором местной латинской школы, онв 1657 году, к был назначен пастором в Остерлиттене (Литтенсерадиэль) и одним из первых начал проповедовать в воскресенье после полудня (что было нарушением тогдашних традиций).
После изгнания из Фрисландии с 1679 года он работал в Амстердаме. В 1683 году он побывал в Англии и Франции. В течение 2 месяцев Беккер посетил Лондон, Кембридж, Оксфорд, Париж и Лёвен, проявив большой интерес к фортификационному искусству.

## Философско-богословские труды
Восторженный ученик Декарта, он написал несколько работ по философии и теологии, за которые нажил немало врагов ввиду нарушения тогдашних традиций . В своей книге De Philosophia Cartesiana Беккер утверждал, что богословие и философия являются отдельными имеют свою отдельную территорию и что природу нельзя объяснить с помощью Писания не больше, чем можно вывести теологическую истину из природы.
Его самым известным трудом была книга «Заколдованный (или Очарованный) мир» (1691 — голландское издание, 1695 — английское издание), в которой он критически исследовал явления, обычно приписываемые существам духовного мира. Он критиковал веру в колдовство и «одержимость» дьяволом. Более того, он подверг сомнению само существование дьявола. Он применил доктрину приспособления для объяснения библейских отрывков, традиционно цитируемых по этому вопросу. Книга произвела сенсационный эффект и была одним из ключевых произведений эпохи Раннего Просвещения в Европе.
Беккер прогрессивно (относительно Иоганна Вейера) считал, что не Дьявол внушил людям мерзкие выдумки о ведьмах, а сами люди обманывают себя: «В Библии говорится о существовании дьявола. Однако ничего другого нам о нём не известно. Один только Бог правит миром. Наделять же Дьявола столь большим могуществом есть глупость и грех перед Господом» (из сочинения «Очарованный мир»).
Публикация книги привела к увольнению Беккера с должности пастора. Ортодоксы из числа голландских богословов считали, что его взгляды помещают его в ряд известных атеистов: Томаса Гоббса, Адриана Кербага, Лодевейка Мейера и Баруха Спинозы. С другой стороны, в его защиту с жесткой критикой оппонентов выступил Эрик Вальтен.
Беккер был осуждён за богохульство, клевету на общественную церковь и распространение атеистических идей о Писании. Некоторые города запретили книгу, но Амстердам и Штаты Голландии отказались это сделать, продолжая выплачивать ему жалование.
«Заколдованный мир» в настоящее время рассматривается как раннее исследование в сфере сравнительного религиоведения.

## Более поздняя жизнь
Посмертно, в июле 1698 года был избран членом Лондонского королевского общества. Умер в Амстердаме .

## Избранные публикации
- De philosophia Cartesiana admonitio candida & sincera. Bekker, Balth. / Vesaliae / 1668
- The world bewitch’d; or, An examination of the common opinions concerning spirits: their nature, power, administration, and operations. As also, the effects men are able to produce by their communication. Divided into IV parts; Bekker, Balthasar / Translated from a French copy, approved of and subscribed by the author’s own hand / printed for R. Baldwin in Warwick-lane / 1695